# Klešice
Klešice település Csehországban, a Chrudimi járásban. Klešice Jeníkovice, Heřmanův Městec, Rozhovice, Svinčany és Jezbořice településekkel határos. Lakosainak száma 434 fő (2024. január 1.).

## Népesség
A település lakosságának változását az alábbi diagram mutatja:
| Lakosok száma | 392  | 389  | 401  | 307  | 241  | 380  | 390  | 404  | 398  | 434  |
|               | 1869 | 1900 | 1921 | 1961 | 1980 | 2011 | 2016 | 2019 | 2021 | 2024 |